# Zum Zerreißen gespannt
Zum Zerreißen gespannt (Originaltitel: Tension) ist ein in Schwarzweiß gedrehter US-amerikanischer Film noir aus dem Jahr 1949.

## Handlung
Polizeileutnant Collier Bonnabel von der Mordkommission erklärt zu Beginn des Films, wie er die Tatverdächtigen so lange unter Druck setzt, bis diese unter der Anspannung (englisch „tension“) nachgeben und sich verraten. In einer Rückblende schildert er den Fall von Warren Quimby:
Claire Quimby, die untreue und von einem Leben in Wohlstand träumende Frau des Apothekers Warren Quimby, verlässt ihn für den erfolgreichen Lebemann Barney Deager. Sie zieht in Deagers Strandhaus in Malibu ein, wo Warren die beiden stellt. Es kommt zu einer Schlägerei zwischen den Männern, bei der Warren unterliegt und gedemütigt wird. Warren sinnt auf Rache und plant Deagers Ermordung. Er nimmt die Identität des Handlungsreisenden Paul Sothern an, bezieht ein Apartment unter falschem Namen und verändert sein Äußeres, indem er statt seiner Brille Kontaktlinsen trägt. Er geht mit seiner Nachbarin Mary aus, aber ihre Liebeserklärung weist er mit der Erklärung zurück, er sei nicht der Richtige für sie. Schließlich dringt Warren in Deagers Haus ein, führt aber seinen Plan, seinen Konkurrenten zu töten, nicht aus. Kurz darauf wird Deager tatsächlich ermordet, und Warren ist gezwungen, seine Identität des Paul Sothern aufzugeben. Durch eine Vermisstenanzeige Marys, die den plötzlich verschwundenen Paul sucht, kommt die Polizei auf Warrens Spur. Bonnabel konfrontiert Mary und Warren in seiner Apotheke miteinander; obwohl sie ihn nicht verraten will, ist Warrens zweite Identität aufgedeckt. Warren wird als Hauptverdächtiger von Bonnabel verhört, gleichzeitig lässt sich Claire auf eine Affäre mit dem offen um sie werbenden Polizeileutnant ein. Als Claire von Warrens Beziehung zu Mary erfährt, rächt sie sich, indem sie Warren als vermeintlichen Täter hinstellt. Bei ihrem Versuch, die Waffe, mit der sie Deager erschoss, in Pauls/Warrens Wohnung zu platzieren, wird sie überführt. Bonnabel verhaftet Claire, die vergebens hoffte, er werde sie schonen. Der Weg für Warren und Mary ist frei.

## Hintergrund
Zum Zerreißen gespannt wurde im November 1949 uraufgeführt. In der BRD wurde der Film erst am 22. Dezember 1991 als Fernsehpremiere gezeigt.
Regisseur John Berry drehte nur noch einen weiteren Film in den USA, bevor er, vor dem Komitee für unamerikanische Umtriebe als Kommunist denunziert, in Hollywood keine Arbeit mehr fand und gezwungen war, in Europa Regieaufträge anzunehmen.

## Kritiken
„[Der Film] wandert vollkommen spannungslos von einem Punkt zum nächsten und endet mit einer umwerfenden Auflösung, die man eine halbe Stunde im voraus kommen sieht.“

„Selbst heute sind einige der weniger bekannten Filme ihrer Art – Roy William Neills Vergessene Stunde und John Berrys Zum Zerreißen gespannt, um nur zwei zu nennen – rundum zufriedenstellende Lektionen in Sachen Stil und Geschichtenerzählen. Diese Filme sind die authentischsten Noirs.“

„Schwerfällige Variation des klassischen film noir"-Themas vom schwachen Mann und der ‚femme fatale‘, das nur zu Beginn einige Dichte hat.“